# Franziska Gritsch
Franziska Gritsch est une skieuse alpine autrichienne, née le 15 mars 1997.

## Biographie
Elle commence sa carrière dans des courses de la FIS lors de la saison 2013-2014.
Elle est victime de blessures diverses les années suivantes, mais se rétablit bien. Au début de l'année 2017, elle obtient deux médailles aux Championnats du monde junior, l'argent au super G et le bronze au combiné.
Elle fait ses débuts en Coupe du monde en décembre 2017. Elle marque des points lors de la saison suivante avec une douzième et une treizième place.
Aux Championnats du monde 2019, pour sa première sélection, elle est huitième en combiné et reçoit une médaille d'argent en tant que remplaçante dans l'épreuve par équipes.

## Palmarès

### Championnats du monde
| Édition / Épreuve                | Slalom géant | Slalom | Combiné alpin | Parallèle     | Team Event |
| -------------------------------- | ------------ | ------ | ------------- | ------------- | ---------- |
| 2019 Åre                         | —            | —      | 8e            |               | Argent     |
| Mondiaux 2021 Cortina d'Ampezzo  | Abandon      | 11e    | 11e           | Non qualifiée | —          |
| Mondiaux 2023 Courchevel-Méribel |              |        | 5e            |               |            |

### Coupe du monde
- Meilleur classement général : 73e en 2019.
- 3 podiums.
- 1 podium par équipes.

#### Différents classements en coupe du monde
| Saison / Épreuve | Saison / Épreuve | Général | Général | Descente | Descente | Super G | Super G | Slalom géant | Slalom géant | Slalom | Slalom | Combiné | Combiné |
| ---------------- | ---------------- | ------- | ------- | -------- | -------- | ------- | ------- | ------------ | ------------ | ------ | ------ | ------- | ------- |
| Saison / Épreuve | Saison / Épreuve | Class.  | Points  | Class.   | Points   | Class.  | Points  | Class.       | Points       | Class. | Points | Class.  | Points  |
| 2019             | 2019             | 73e     | 60      | -        | -        | -       | -       | -            | -            | 36e    | 42     | 14e     | 18      |

### Championnats du monde junior
- Åre 2017 :
  -  Médaille d'argent en super G.
  -  Médaille de bronze en combiné.
- Saint-Moritz 2018 :
  -  Médaille d'argent en slalom.
  -  Médaille d'argent en super G.
  -  Médaille de bronze en combiné.

### Coupe d'Europe
- 3 victoires (1 en slalom géant, 1 en super G et 1 en combiné).

En date de février 2019